# إيبا يندكفيست
إيبا يندكفيست (بالسويدية: Ebba Lindqvist)‏ هي كاتِبة وشاعرة سويدية، ولدت في 7 أبريل 1908 في Oscar Fredriks församling ‏ في السويد، وتوفيت في 5 سبتمبر 1995 في فاربيرغ في السويد.

## وصلات خارجية
- إيبا يندكفيست على موقع ميوزك برينز (الإنجليزية)
- إيبا يندكفيست على موقع ديسكوغز (الإنجليزية)